# 洛斯巴里奥斯-德布雷瓦
洛斯巴里奥斯-德布雷瓦（西班牙語：Los Barrios de Bureba）是西班牙卡斯蒂利亚-莱昂布尔戈斯省的一个市镇。总面积47平方公里，总人口242人（2001年），人口密度5人/平方公里。